# Schafisheim
Schafisheim es una comuna suiza del cantón de Argovia, ubicada en el distrito de Lenzburg. Limita al norte con la comuna de Rupperswil, al este con Staufen, al sureste con Seon, al suroeste con Gränichen, y al oeste con Hunzenschwil.